# Djupselet, Lappland
Djupselet är en sjö i Vilhelmina kommun i Lappland och ingår i Ångermanälvens huvudavrinningsområde. Sjön har en area på 0,0998 kvadratkilometer och ligger 522,6 meter över havet. Sjön avvattnas av vattendraget Nästansjöån.

## Delavrinningsområde
Djupselet ingår i det delavrinningsområde (720564-152468) som SMHI kallar för Utloppet av Djupselet. Medelhöjden är 576 meter över havet och ytan är 5,18 kvadratkilometer. Räknas de 4 avrinningsområdena uppströms in blir den ackumulerade arean 36,27 kvadratkilometer. Nästansjöån som avvattnar avrinningsområdet har biflödesordning 2, vilket innebär att vattnet flödar genom totalt 2 vattendrag innan det når havet efter 319 kilometer. Avrinningsområdet består mestadels av skog (28 procent) och sankmarker (67 procent). Avrinningsområdet har 0,1 kvadratkilometer vattenytor vilket ger det en sjöprocent på 1,9 procent.